# Фолльман, Эвальд
Эвальд Фолльман (нем. Ewald Follmann; 28 января 1926 — 20 июня 1990) — немецкий футболист, полузащитник. Выступал за сборную Саара.

## Биография

### Клубная карьера
Карьеру футболиста начал после окончания второй мировой войны. Первым клубом стала «Боруссия» (Нойнкирхен), за которую он выступал с 1946 по 1949 год. В 1949 году Фолльман перешёл во французский «Мец». В чемпионате Франции он сыграл 14 матчей и забил 1 гол, однако по итогам сезона «Мец» занял последнее место и вылетел из высшей лиги, а сам игроком покинул команду и некоторое время провёл в немецком «Санкт-Ингберте». По ходу сезона 1950/51 Фолльман вернулся в «Боруссию» (Нойнкирхен), где выступал вплоть до окончания карьеры в 1961 году и провёл более сотни матчей.

### Карьера в сборной
Дебютировал за сборную Саара в её первом товарищеском матче со второй сборной Швейцарии (5:3), однако затем долгое время не играл за сборную. Вновь был вызван в национальную команду в 1955 году и принял участие в двух товарищеских матчах с Францией (Б) и Нидерландами, причём в матче со сборной Нидерландов ему удалось открыть счёт, но в итоге Саар всё равно уступил (1:2).